# Sven & Erik Nordström
Sven & Erik Nordström var ett svenskt orgelbyggeri under 1800-talet.

## Historik
Den 4 november 1879 överflyttades verksamheten till Nygatan i Eksjö. Den nordströmska gården finns fortfarande kvar med åtminstone exteriören välbevarad. Trots sin, som vi kan ana, tidvis vacklande hälsa, stod den då 81-årige Sven Nordström som huvudansvarig för den berömda orgeln i Kuddby kyrka 1882, liksom för så många tidigare. Verket blev emellertid hans sista och sannolikt hade intonationen utförts av Erik.
Efter Sven Nordströms död fortsatte brodern verksamheten några år på egen hand, mest i form av reparationsarbeten. Hans arbeten utmärker sig för ett tekniskt gott utförande, men kan klangligt inte jämföras med broderns orglar.

## Orglar

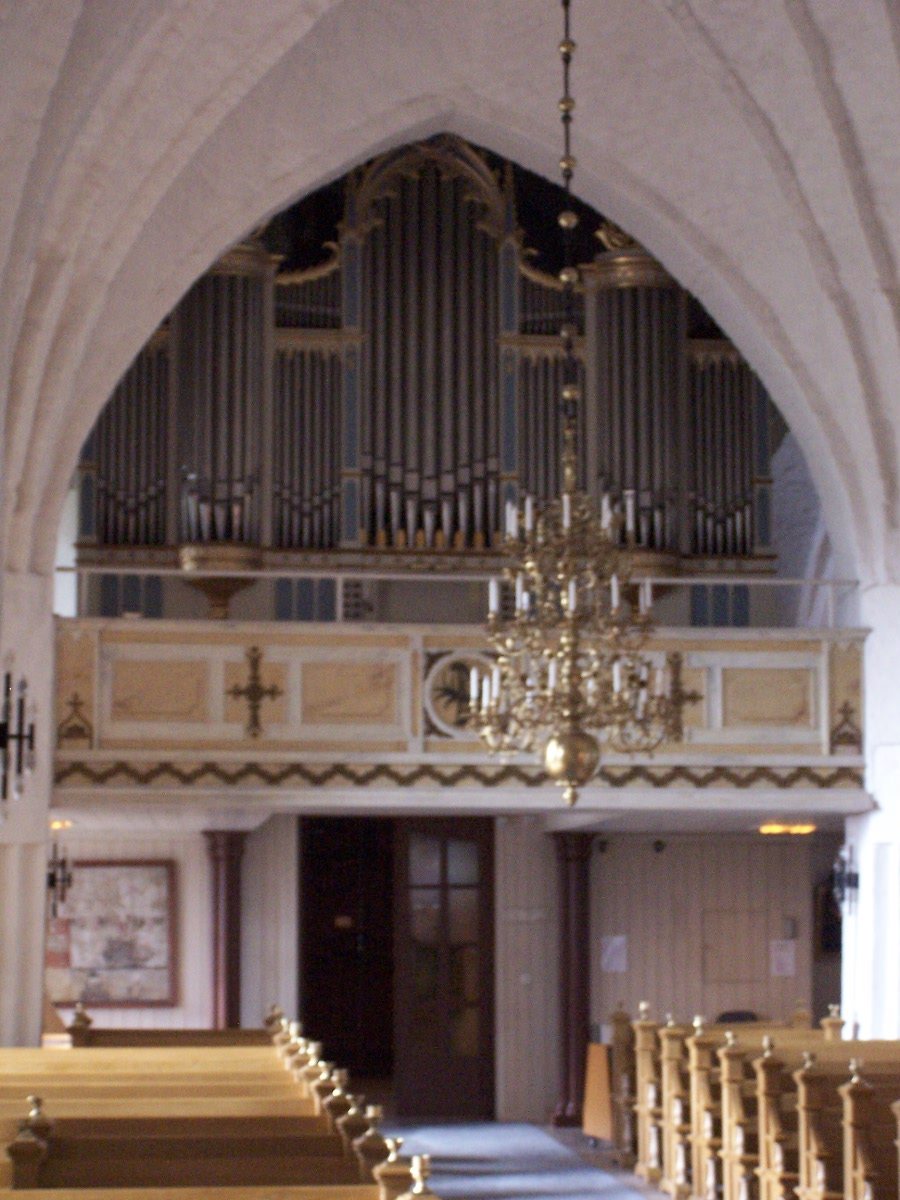
Sankt Laurentii kyrka

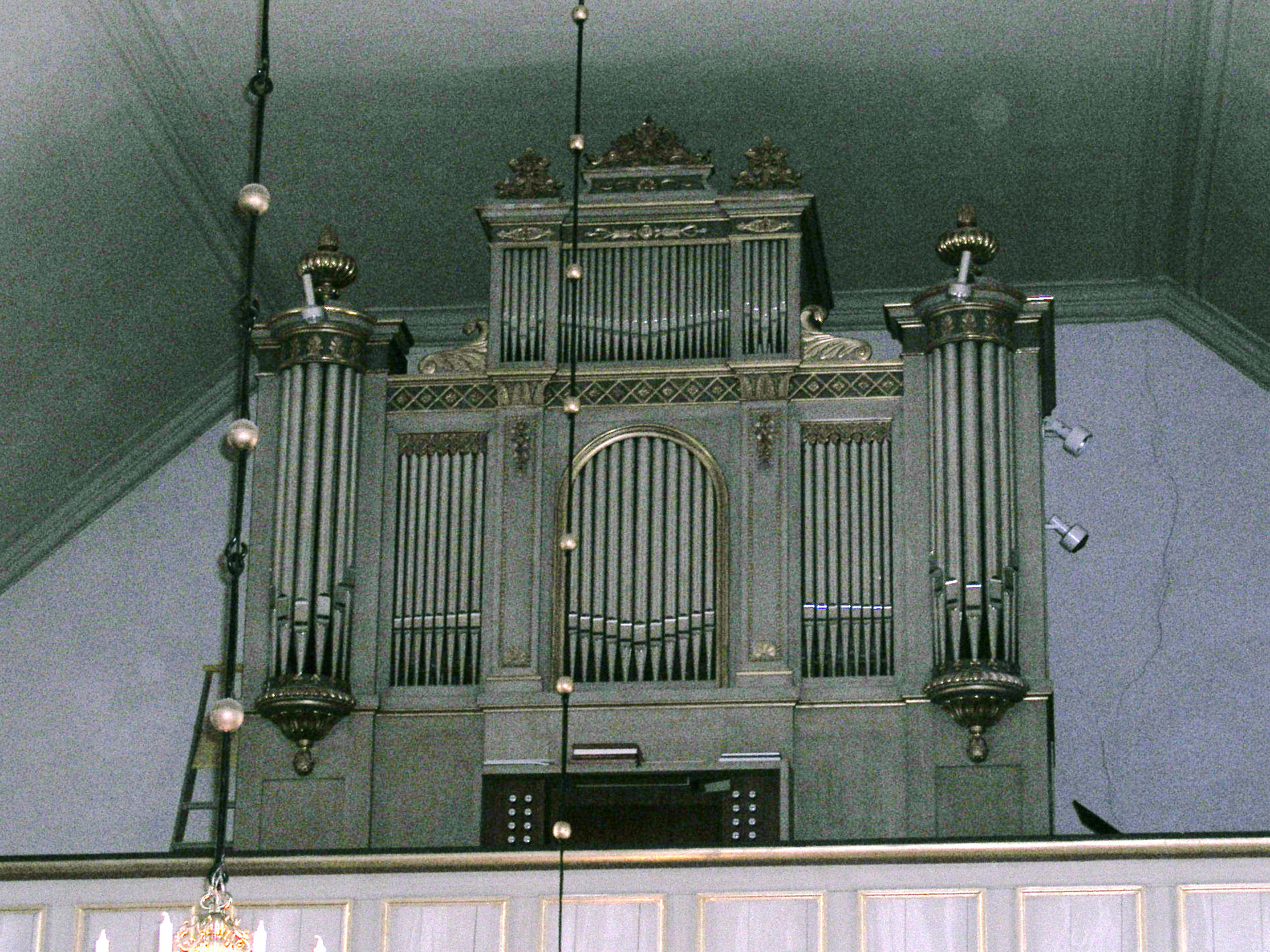
Sjögestads kyrka

De båda framstående orgelbyggarbröderna fick först långt efter sin död det erkännande i vida kretsar, som de förtjänar. Av mer än 50 instrument har omkring hälften bevarats i tjänst till våra dagar, de flesta i nästan ursprungligt skick. Detta är unikt för svenska orgelbyggare.
| År                        | Ursprunglig kyrka                  | Stift      | Manualer | Pedal        | Stämmor | Bevarad orgel/fasad | Övrigt |
| ------------------------- | ---------------------------------- | ---------- | -------- | ------------ | ------- | ------------------- | --- |
| 1834                      | Jönköpings frimurarloge            | Växjö      |          |              |         | Ja/Ja               | |
| 1835                      | Skede kyrka                        | Växjö      |          |              | 10      | Nej/Ja              | En ny orgel byggdes 1927 av Åkerman & Lund, Sundbybergs stad. |
| 1838                      | Ökna kyrka                         | Växjö      | 1        | Bihängd      | 9       | Ja (delvis)/Ja      | En ny orgel byggdes 1949 av Åkerman & Lund, Sundbybergs stad med 17 stämmor. 1985 rekonstruerades Nordströmsorgeln av Nils-Olof Berg, Nye. Fasaden och störrde delen av pipverket är bevarad från 1838 års orgel. |
| 1838                      | Ingatorps kyrka                    | Linköpings |          |              | 10      | Nej/Nej             | En ny orgel byggdes 1914 av E A Setterquist & Son, Örebro. |
| 1839                      | Bälaryds kyrka                     | Linköpings | 1        |              |         | Ja/Ja               | 1895 omändrades orgeln av Erik Nordström. 1942 renoverades och omändrades orgeln av A Magnussons Orgelbyggeri AB, Göteborg. |
| 1840                      | Rumskulla kyrka                    | Linköpings |          |              | 16      | Nej/Ja              | En ny orgel byggdes 1926 av E A Setterquist & Son, Örebro. |
| 1841                      | Hults kyrka                        | Linköpings | 1        | Bihängd      | 13      | Ja/Ja               | [ 2 ] |
| 1843                      | Edshults kyrka                     | Linköpings | 1        | Bihängd      | 11      | Ja/Ja               | 1965 renoverades orgeln av Richard Jacoby Orgelverkstad AB, Stockholm. |
| 1844                      | Mellby kyrka, Småland              | Linköpings |          |              | 7       | Nej/Ja              | En ny orgel byggdes 1916 av E A Setterquist & Son, Örebro. |
| 1845                      | Sankt Laurentii kyrka, Söderköping | Linköpings | 2        | Självständig | 21      | Ja/Ja               | 1906 omändrades orgeln av Åkerman & Lund, Sundbybergs köping. |
| 1846                      | Å kyrka                            | Linköpings | 1        | Bihängd      | 11      | Ja/Ja               | 1971 renoverades orgeln av A Magnussons Orgelbyggeri AB, Mölnlycke. |
| 1847                      | Tåby kyrka                         | Linköpings | 1        | Bihängd      | 11      | Ja/Ja               | [ 2 ] |
| 1848                      | Björkö kyrka, Småland              | Växjö      |          |              | 10      | Nej/Ja              | En ny orgel byggdes 1964 av Olof Hammarberg, Göteborg. |
| 1849                      | Linköpings högre allmänna läroverk | Linköpings |          |              |         | Nej/Ja              | - |
| Omkring 1850              | Eksjö läroverk                     | Linköpings |          |              |         | Nej/Ja              | Orgeln flyttades till Värna kyrka. En ny orgel byggdes 1948 av Åkerman & Lund, Sundbybergs stad. |
| 1850/1 oktober 1848, 1849 | Målilla kyrka                      | Linköpings | 1        | Bihängd      | 12      | Ja/Ja               | 1962 omändrades orgeln av Bernhard Svensson, Oskarshamn. 1986 renoverades orgeln av A Magnussons Orgelbyggeri AB, Mölnlycke. Den återställdes då till ursprungligt skick. |
| 1851                      | Västra Eneby kyrka                 | Linköpings | 2        | Bihängd      | 17      | Ja/Ja               | [ 2 ] |
| 1853                      | Skönberga kyrka                    | Linköpings | 1        | Bihängd      | 8       | Ja/Ja               | 1985 renoverades orgeln av Robert Gustavsson Orgelbyggeri AB, Härnösand. |
| 1852                      | Ledbergs kyrka                     | Linköpings | 1        | Bihängd      | 9       | Ja/Ja               | [ 2 ] |
| 1854                      | Normlösa kyrka                     | Linköpings | 1        | Bihängd      | 11      | Ja/Ja               | 1954 renoverades orgeln av Bröderna Moberg, Sandviken. |
| 1855                      | Liareds kyrka                      | Skara      |          |              | 9       | Nej/Ja              | Orgeln byggdes om 1916 av Levin Johansson, Liared. En ny orgel byggdes 1965 av Liareds Orgelbyggeri, Liared. |
| 1856                      | Flisby kyrka                       | Linköpings | 2        | Bihängd      | 19      | Ja/Ja               | Orgeln renoverades 1974 av Bröderna Moberg, Sandviken. |
| 1856                      | Forserums kyrka                    | Växjö      | 1        | Bihängd      | 7       | Ja/Ja               | En ny orgel byggdes 1949 av Åkerman & Lund, Sundbybergs stad med 19 stämmor. Den såldes 1976 orgeln och den gamla Nordströmsorgeln togs åter i bruk. |
| 1856                      | Nässja kyrka                       | Linköpings | 1        | Bihängd      | 4       | Ja/Ja               | Orgeln byggdes tillsammans med Erik Nordström. 1977 renoverades orgeln av Reinhard Kohlus, Vadstena. |
| 1857                      | Bankekinds kyrka                   | Linköpings | 1        |              | 10      | Nej/Ja              | En ny orgel byggdes 1944 av A Mårtenssons Orgelfabrik AB, Lund. |
| 1859                      | Marbäcks kyrka, Småland            | Linköpings |          |              | 7       | Nej/Ja              | Orgeln byggdes av Erik Nordström. En ny orgel byggdes 1948 av M J & H Lindegren, Göteborg. |
| 1858                      | Frinnaryds kyrka                   | Linköpings |          |              | 8       | Nej/Ja              | Orgeln byggdes av Erik Nordström. 1949 byggdes orgeln om av M J & H Lindegren, Göteborg. En ny orgel byggdes 1969 av VEB Orgelbau Gebrüder Jehmlich, Dresden, DDR. |
| 1859                      | Mjölby kyrka                       | Linköpings | 2        | Självständig | 22      | Nej/Ja              | En ny orgel byggdes 1944 av Olof Hammarberg, Göteborg. |
| 1859                      | Östra Stenby kyrka                 | Linköpings |          |              | 14      | Nej/Nej             | En ny orgel byggdes 1913 av Åkerman & Lund, Sundbybergs köping. |
| 1860                      | Kaga kyrka                         | Linköpings |          |              | 7       | Nej/Nej             | En ny orgel byggdes 1907 av E A Setterquist & Son, Örebro. |
| 1861                      | Gränna kyrka                       | Växjö      |          |              | 16      | Nej/Nej             | Orgeln byggdes av Erik Nordström. Orgeln förstördes i en eldsvåda 1889. |
| 1862                      | Tingstads kyrka                    | Linköpings | 1        | Bihängd      | 9       | Ja/Ja               | 1941 byggdes orgeln om av E A Setterquist & Son, Örebro. De byggde till en andra manual och självständig pedal. 1974 byggdes orgeln om av Åkerman & Lund Orgelbyggeri AB, Knivsta. Manual 2 och pedalen byttes ut mot nya stämmor och manual ett återställdes till ursprungligt skick. |
| 1863                      | Nykils kyrka                       | Linköpings | 1        | Bihängd      | 17      | Ja/Ja               | Orgeln byggdes tillsammans med Erik Nordström. |
| 1864                      | Linderås kyrka                     | Linköpings | 2        | Bihängd      | 19      | Ja/Ja               | Orgeln byggdes av Erik Nordström. 1975 renoverades orgeln av Nils-Olof Berg, Nye. |
| 1864                      | Järstorps kyrka                    | Växjö      |          |              | 10 1⁄2  | Ja (delvis)/Ja      | Orgeln byggdes av Erik Nordström. En ny orgel byggdes 1962 av Frede Aagaard, Månsarp. Stora delar av Nordströms orgeln finns magasinerade i kyrkan. |
| 1865                      | Östra Ny kyrka                     | Linköpings | 1        | Bihängd      | 10      | Ja/Ja               | Orgeln byggdes av Erik Nordström. |
| 1866                      | Hägerstads kyrka                   | Linköpings | 2        | Självständig | 14      | Ja/Ja               | Orgeln byggdes tillsammans med Erik Nordström. 1981 renoverades orgeln av Robert Gustavsson Orgelbyggeri AB, Härnösand. |
| 1864                      | Bredestads kyrka                   | Linköpings |          |              | 8       | Nej/Ja              | Orgeln byggdes av Erik Nordström. Fasaden som användes var från 1750 års orgeln, byggd av Jonas Wistenius, Linköping. En ny orgel byggdes 1945 av Åkerman & Lund, Sundbybergs stad. |
| 1867                      | Eksjö kyrka                        | Linköpings | 2        | Självständig | 16      | Nej/Ja              | Byggdes tillsammans med Erik Nordström. Fasaden som användes var från 1759 års orgel, byggd av Jonas Wistenius, Linköping. En ny orgel byggdes 1967 av Olof Hammarberg, Göteborg. |
| 1870                      | Sjögestads kyrka                   | Linköpings | 1        | Självständig | 10      | Ja/Ja               | Orgeln byggdes tillsammans med Erik Nordström. Orgeln pneumatiserades och utökades 1937 av Bo Wedrup, Uppsala. En ny orgel byggdes 1971 av Richard Jacoby Orgelverkstad AB, Stockholm. Fasaden, huvudverkets väderlåda och större delen av huvudverket pipor kommer från Nordström orgel. |
| 1872                      | Sankt Olai kyrka                   | Linköpings | 2        | Självständig | 26      | Nej/Nej             | Orgeln byggdes tillsammans med Erik Nordström. En ny orgel byggdes 1919 av Åkerman & Lund, Sundbybergs köping. |
| 1873                      | Barkeryds kyrka                    | Växjö      |          |              |         | Ja/Ja               | Orgeln byggdes av Erik Nordström. Orgeln förändrades 1951 av Åkerman & Lund, Sundbybergs stad. Orgeln utökades utökades och pneumatiserades. Svällverket och väderlådan byttes även ut. 1973 renoverades orgeln av J Künkels Orgelverkstad AB, Lund. 1986 sattes en orgel upp i Björka-Säby slottskapell. I den en orgeln ingick väderlåda och Flöjt Amabile 8' från Nordströms orgel. Orgeln ägdes före 1986 av Sture Petri, Gränna. |
| 1873                      | Norrköpings fängelsekyrka          | Linköpings | 1        | Bihängd      | 5       | Ja/Ja               | [ 2 ] |
| 1874                      | Lönneberga kyrka                   | Linköpings |          |              | 10      | Nej/Ja              | Orgeln byggdes av Erik Nordström. En ny orgel byggdes 1925 av E A Setterquist & Son, Örebro. |
| 1876                      | Torpa kyrka, Östergötland          | Linköpings |          |              | 8       | Nej/Ja              | Orgeln byggdes av Erik Nordström. Fasad som användes var från 1725 års orgeln byggd av Johan Niklas Cahman, Stockholm. En ny orgel byggdes 1957 av Olof Hammarberg, Göteborg. |
| 1876                      | Karlstorps kyrka                   | Växjö      | 1        | Bihängd      | 11      | Ja/Ja               | Orgeln byggdes tillsammans med Erik Nordström. 1982 renoverades orgeln av Nils Olof Berg, Nye. |
| 1878                      | Hässleby kyrka                     | Linköpings | 2        | Självständig | 14      | Nej/Ja              | Orgeln byggdes tillsammans med Erik Nordström. En ny orgel byggdes 1951 av Th Frobenius & Co, Kongens Lyngby, Danmark. Fasaden utökades då med ett ryggpositiv. |
| 1879                      | Bankeryds kyrka                    | Växjö      |          |              | 10      | Ja (delvis)/Ja      | Orgeln byggdes av Erik Nordström. En ny orgel byggdes 1956 av Olof Hammarberg, Göteborg. Fasaden och väderlådan från huvudverket ingår i den orgeln. |
| 1870-talet                | Eksjö metodistkyrka                | Linköpings | 1        | Bihängd      | 2       | Ja/Ja               | Orgeln var från början i familjen Nordströms ägo. Orgeln flyttades 1883 till Eksjö missionskyrka. 1886 flyttades den till Trefaldighetskyrkan, Eksjö. På 1880-talet byttes flöjt 4' mot oktava 4' av Erik Nordström. Orgeln är byggd av Erik Nordström. |
| 1882                      | Kuddby kyrka                       | Linköpings | 2        | Självständig | 18      | Ja/Ja               | Orgeln byggdes tillsammans med Erik Nordström. 1954 renoverades orgeln av Bröderna Moberg, Sandviken. |
| 1887                      | Asby kyrka                         | Linköpings |          |              | 8       | Nej/Ja              | Orgeln byggdes av Erik Nordström. En ny orgel byggdes 1940 av M J & H Lindegren, Göteborg. |
| 1888                      | Lekeryds kyrka                     | Växjö      |          |              | 12      | Ja (delvis)/Ja      | Orgeln byggdes av Erik Nordström. En ny orgel byggdes 1952 av Olof Hammarberg, Göteborg. |
| 1892                      | Näsby kyrka, Småland               | Växjö      | 2        | Bihängd      | 11      | Ja/Ja               | Orgeln byggdes av Erik Nordström. 1968 renoverades orgeln av Richard Jacoby Orgelverkstad, Stockholm. |
| ?                         | Nordströmska släkten               | ?          |          |              |         | Ja/Ja               | I Nordströmska släktens ägo. Hemorgel. |

Anm. (E.N.) = Erik Nordströms produktion
Hos orglar med endast bevarad fasad finns oftast pipmaterial bevarat.

### Reparationer och ombyggnationer
| År   | Ursprunglig kyrka                | Stift      | Manualer | Pedal         | Stämmor | Bevarad orgel/fasad | Övrigt |
| ---- | -------------------------------- | ---------- | -------- | ------------- | ------- | ------------------- | --- |
| 1857 | Bellö kyrka                      | Linköpings | 1        | Bihängd       | 9       | Ja/Ja               | 1857 omändrade Erik Nordström orgeln. orgeln var byggd 1826 av Nils Ahlstrand, Norra Solberga. 1969 renoverades orgeln av Richard Jacoby Orgelverkstad AB, Stockholm. |
| 1862 | Häradshammars kyrka              | Linköpings | 1        | Självständig  |         | Ja/Ja               | 1862 omändrade Erik Nordström orgeln. Den var byggd 1821 av Jonas Fredric Schiörlin, Linköping. 1954 renoverades orgeln av Bröderna Moberg, Sandviken. |
| 1867 | Grebo kyrka                      | Linköpings | 1        |               |         | Ja/Ja               | Orgeln utökades 1867 med självständig pedal av Sven Nordström. Orgeln var byggd 1785 av Pehr Schiörlin, Linköping med 11 stämmor och en manual. Orgeln finns magasinerad i kyrkan. |
| 1868 | Sankt Johannes kyrka, Norrköping | Linköpings | 2        | Självständig. | 21      | Nej/Nej             | 1868 byggde Sven Nordström ut en orgel till 21 stämmor, två manualer och pedal. Orgeln var byggd 1835 av Pehr Zacharias Strand, Stockholm. En ny orgel byggdes 1909 av E A Setterquist & Son, Örebro. |
| 1868 | Rogberga kyrka                   | Växjö      |          |               | 11      | Nej/Ja              | 1868 utökades en orgel till 11 stämmor av Erik Nordström. Orgeln var byggd 1772 av Jonas Wistenius, Linköping och hade då 9 1⁄2 stämmor. En ny orgel byggdes 1937 av A Magnussons Orgelbyggeri AB, Göteborg. |
| 1876 | Vårfrukyrkan                     | Linköpings |          |               |         | Nej/Ja              | Orgeln byggdes om 1876 tillsammans med Erik Nordström. Orgeln var byggd 1772 av Lars Wahlberg, Vimmerby och hade 21 stämmor, en manual och pedal. En ny orgel byggdes 1939 av Marcussen & Sön, Aabenraa, Danmark. |
| 1880 | Kråkshults kyrka                 | Linköpings |          |               |         | Ja/Ja               | 1880 omändrades orgeln av Erik Nordström. Orgeln var byggd 1811 av Pehr Schiörlin, Linköping. 1971 renoverades orgeln av Richard Jacoby Orgelverkstad AB, Stockholm. 1992 renoverades orgeln av Åkerman & Lund Orgelbyggeri AB, Knivsta.                                                                              |
| 1882 | Höreda kyrka                     | Linköpings |          |               |         | Ja/Ja               | 1882 omändrade Erik Nordström orgeln. Den var byggd 1828 av Nils Ahlstrand, Norra Solberg. 1967 renoverades orgeln av J Künkels Orgelverkstad AB, Lund. |
| 1884 | Norra Vi kyrka                   | Linköpings |          |               |         | Nej/Ja              | 1884 byggdes orgeln om av Sven Nordström. Orgeln var byggd 1793 av Pehr Schiörlin, Linköping och hade 11 stämmor. En ny orgel byggdes 1904 av C A Lund, Linköping. |
| 1884 | Tidersrums kyrka                 | Linköpings |          |               |         | Nej/Ja              | 1884 byggdes orgeln om till 7 stämmor av Erik Nordström. Orgeln var byggd 1758 av Jonas Wistenius, Linköping för Bankekinds kyrka. 1860 flyttades orgeln till Tidersrums kyrka. En ny orgel byggdes 1925 av M J & H Lindegren, Göteborg.                                                                              |
| 1886 | Bringetofta kyrka                | Växjö      |          |               | 9 1⁄2   | Ja/Ja               | 1886 omändrade Erik Norström en orgel till 9 1⁄2 stämmor. Orgeln var byggd 1775 av Lars Wahlberg, Vimmerby. 1937 byggdes en ny orgel av Olof Hammarberg, Göteborg. Pipverket från den omändrade orgeln ingår i 1937 års orgel.                                                                                        |
| 1895 | Bälaryds kyrka                   | Linköpings | 1        |               |         | Ja/Ja               | 1895 omändrade Erik Nordström en orgel. Den var byggd 1839 av Sven Nordström. 1942 renoverades och omändrades orgeln av A Magnussons Orgelbyggeri AB, Göteborg. |
| 1901 | Norra Solberga kyrka             | Linköpings | 1        | Självständig  | 11      | Ja/Ja               | 1901 flyttade Erik Nordström en orgel från den gamla kyrkan till den nya kyrkan. Orgeln sattes upp på västläktaren i nya kyrkan. Han utökade även fasaden. Orgeln var byggd 1836 av Nils Ahlstrand, Norra Solberga. 1949 flyttades orgeln till norra läktaren. 1972 renoverades orgeln av Bröderna Moberg, Sandviken. |

## Medarbetare
- 1859–1879 Johannes Tengvall, född 19 april 1824 i Solberga socken, Jönköpings län.[särskiljning behövs].